# Biergiele
Biergiele (biał. Бергелі; ros. Бергели), Bergele – wieś na Białorusi, w obwodzie grodzieńskim, w rejonie brzostowickim, w sielsowiecie Brzostowica.
Dawniej okolica szlachecka. W dwudziestoleciu międzywojennym wieś leżała w Polsce, w województwie białostockim, w powiecie wołkowyskim.